# Borís Gryzlov
Borís Viacheslávovich Gryzlov (en ruso: Бори́с Вячесла́вович Грызло́в /bɐˈrʲis vjəʨɪsˈlavəvʲɪʨ grɨˈzlov/; nacido el 15 de diciembre de 1950) es un político ruso y presidente de la cámara baja rusa (la Duma Estatal) hasta diciembre de 2011. Borís Gryzlov es un aliado cercano del presidente del gobierno ruso Vladímir Putin.

## Comienzos
Gryzlov nació en Vladivostok y creció en Leningrado (actual San Petersburgo). Se graduó del Instituto de Comunicaciones Eléctricas de Leningrado en 1973 y trabajó como ingeniero en radio. No fue hombre público antes de 1999. En diciembre de 1999, Borís Gryzlov fue elegido para la Duma Rusa como miembro del partido de Serguéi Shoigú, Unidad. En enero de 2000 llegó a ser líder suplente de la fracción de "Unidad" en la Duma.